# Hoyo de Monterrey

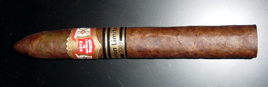
Hoyo de Monterrey, kubanische Zigarre

Die Zigarrenmarke Hoyo de Monterrey, deutsch: Tal von Monterrey, gelegen im Anbaugebiet Vuelta Abajo in der Provinz Pinar del Río, ist eine der ältesten und bekanntesten Zigarrenmarken aus Kuba.

## Geschichte
Die Marke wurde 1865 von José Gener gegründet, fünf Jahre nachdem er mit dem Tabakanbau begonnen hatte. Sein Name steht bis heute auf den Kisten. Die Zigarren von Hoyo de Monterrey sind Longfiller Premiumzigarren von mildem Aroma. Die Marke ist heute in kubanischem Staatsbesitz. Es gibt noch eine weitere Zigarrensorte gleichen Namens hergestellt in Honduras.

## Formate (Auswahl)
Handelsname - Format - Maße
- Mareva - Petit Corona - 129 × 16,7 mm
- Cristale No. 1 - Corona - 142 × 16,7 mm
- Prominente - Double Corona - 194 × 19,5 mm